# Швейкин, Василий Иванович
Василий Иванович Швейкин (04.02.1935 — 04.01.2018) — советский и российский учёный, родоначальник направления полупроводниковых лазеров в НИИ «Полюс» имени М. Ф. Стельмаха, доктор технических наук, профессор, лауреат Ленинской премии.

## Биография
Родился 4 февраля 1935 года в Москве.
Окончил физфак МГУ (1958) и его аспирантуру, в 1961 г. защитил кандидатскую диссертацию. Работал там же младшим научным сотрудником. Предложил способ создания ижекционных лазеров на полупроводниковых структурах (авторское свидетельство с приоритетом от 25.11.1961).
С октября 1962 по 2003 год — в НИИ «Полюс»: младший научный сотрудник, старший научный сотрудник - начальник лаборатории (1963), начальник отделения полупроводниковых лазеров (1974—1994), с 2001 главный научный сотрудник.
Под его руководством в 1965 году созданы первые промышленный лазерный диод ЛД-1 и полупроводниковый квантовый генератор «Комета».
С 1978 по 1990 г. главный конструктор направления полупроводниковых лазеров Министерства электронной промышленности СССР.
Основатель базовой кафедры МИРЭА при НИИ «Полюс» и её первый заведующий. Доктор технических наук, профессор.
Умер 4 января 2018 г. после тяжёлой и продолжительной болезни.

## Награды и премии
- Ленинская премия (1972, в составе авторского коллектива) - за разработку  и освоение полупроводниковых лазеров.
- Орден Трудового Красного Знамени
- медали.